# 峰打ち
峰打ち（みねうち）とは、日本刀などの両刃ではない刀剣の背面にあたる峰の部分で相手を叩くこと。棟打ち（むねうち、𫒒打ち）ともいい、両方の読み方で刀背打ちと書くこともある。なお、刀剣の側面でたたくことは平打ち（ひらうち）という。

## 概要
峰打ちは技としては存在せず、時代劇の殺陣などで相手を殺さずに倒す手段として使われる。
時代劇ではあらかじめ刀を反転させて構える描写も見られるが、日本刀をはじめとする曲刀は基本的に刃で切ることを前提にした造りとなっており、峰を向けた構えは重心がずれるほか、相手に殺意がないことが伝わるなど、実戦向きではない。また、日本刀は峰側で打つことに対して弱いとされる。牧秀彦は著書『剣豪 その流派と名刀』で、「本来の峰打ちは『峰で打つこと』ではなく、『普通に切りかかって相手の体に届く寸前で刃を返すこと』であり、斬撃や打撃の威力ではなく『斬られた』と思い込ませることで意識を断つものである」と記している。
「刃で斬らなければ切創などによる出血を伴わないために死ぬことはない」というイメージを持たれやすいが、実際は「棒状の鋼で打撃」することであり挫創や挫傷、骨折を負わせるには十分で、当たり所によっては死に至ることもある。つまり、凶器が刃物から鈍器に切り替わったに過ぎず、単純に峰で叩いても挫傷などにより深刻なダメージに至る可能性がある。2015年11月1日に読売テレビで放送されたバラエティ番組『笑撃!あるあるナイアール3』では、峰打ちの切れ味（破壊力）は抜刀術の名人たちや本郷和人（歴史学者、東京大学教授）によって、モハメド・アリの手拳の12倍の威力と検証された。また、角のついた金属板の縁で殴るようなものであるから、深手の創傷となり大量出血に至ることもある（「峰打ちの実例」を参照）。

## 峰打ちの実例
- 『後愚昧記』弘和3年（1383年）条の記述として、三条厳子が出産後に宮中に戻ったところ、足利義満との密通を疑った後円融上皇に峰打ちで殴打され、実家三条家に戻る事件が起こる。厳子は三条家で治療を受けても翌日まで出血が止まらず、何度も気を失ったという。
- 『小田原北条記』巻四、天文23年（1554年）3月3日、加島合戦のこととして、原美濃守平虎胤が近藤右馬丞を峰打ちで兜のしころを打ち、首の骨を二、三打ちしたため、右馬丞は馬から落ち、そこを友軍が叩き殺そうとしたが、美濃守が「甲州にいた折に目をかけていた者ゆえ、命は助けてほしい」と制止し、静かに味方の所へ引き連れたと記述されている（馬上での峰打ちの例）。
- 『名将言行録』立花宗茂「犬と太刀」の逸話として、12歳（天正7年/1579年）の宗茂が鷹狩の最中に狂犬に吠えかけられるも、これを恐れず峰打ちで撃退。この話を聞いた父鎮種が、「抜刀で防がなければならないほどであれば、なぜ斬りつけなかったのか」と問うと、宗茂はこれを笑い、「刀は敵を斬るものと聞いている」と答え、鎮種は、「我が子ながら器量雄才抜群なり」と感涙した。
- 『本朝武芸小伝』の記述として、宮本武蔵が小笠原信濃守の邸に来た時（寛永期とした場合、17世紀前半）、包丁人を勤めていた男が賭け事（達人といえども騙し討ちをすれば打てるか打てないか）で木刀をもち、騙し討ちしようとしたところ、刀の小尻で胸板を突かれて倒れ、起き上がろうとしたところをむね打ちで右腕を4、5回打たれた。腕は治療しても治らず、包丁人はとうとう暇を遣わされたと記される。
- 『盛衰記』に、徳川光圀が死罪人を直接斬ろうとしたものの実際は（意図的に）峰打ちをした上で放免にしたという逸話が記述される（詳細は「徳川光圀#光圀の人物像」を参照）。幕府から試し切りを名目に死罪人を引き取れる藩主時代とすれば、寛文年間（1661年-1673年）から隠居を許された元禄3年（1690年）までの間である。
- 『撃剣叢談』の記述として、安永年間（18世紀末）、神道無念流の戸ヶ崎熊太郎は四谷で有名な剣術の師との勝負に勝ち、帰る途中、余りの負け方に無念に思った剣術の師が走って追いかけ、斬りかかって来たため、熊太郎は振り返って斬り結び、最終的にむね打ちで倒し、そのまま帰ったと記述される。
- 安政元年（1854年）閏7月18日、午後2時頃、無宿人5人が和田村栄蔵宅へ強盗に入り、金を出さなかったため、斬り殺すと脅し、抜刀後、峰打ちや殴るなどの暴行事件を起こしたが、妻の悲鳴を聞いた村人が鐘を鳴らし、周辺村々から駆けつけた村人に取り押さえられている[5]。